# Квемо Карзмані
Квемо Карзмані (груз. ქვემო ქარზმანი) — село в Грузії.
За даними перепису населення 2014 року в селі проживає 34 особи.